# Vangjel Grabocka
Vangjel Grabocka też jako: Vangjush Grabocka - (ur. 15 kwietnia 1913 w Grabockë k. Korczy, zm. 11 września 2008 w Tiranie) - aktor albański.

## Życiorys
W dzieciństwie przeniósł się wraz z rodziną do Korczy, gdzie rozpoczął praktykę zawodową w miejscowej drukarni i występował w teatrze amatorskim, pod kierunkiem Sokrata Mio. Zadebiutował na scenie w 1935 rolą w dramacie Wróg Ludu Henrika Ibsena. W lipcu 1951 należał do grupy założycieli teatru im. Andona Zako Çajupiego w Korczy. Na tej scenie zagrał ponad 200 ról, zarówno w sztukach albańskich, jak też w dramatach Moliera i Ibsena. W 1980 przeszedł na emeryturę, choć nadal sporadycznie pojawiał się na scenie.
W swojej karierze wystąpił także w 25 filmach fabularnych, odgrywając głównie role drugoplanowe i epizodyczne. Zadebiutował epizodyczną rolą w 1958, w filmie Tana. Za swoją działalność artystyczną otrzymał od władz Albanii tytuł Zasłużonego Artysty (alb. Artist i Merituar).
W życiu prywatnym był żonaty (żona Eleni), miał cztery córki.

## Role filmowe
- 1958: Tana
- 1965: Vitet e para jako Prokollari
- 1970: I teti ne bronz jako Bamkë Qylollari
- 1971: Mëngjese lufte jako Tellalli
- 1973: Yjet e netëve të gjata
- 1975: Rrugicat që kërkonin diell jako kupiec Gazmend Grunja
- 1976: Zonja nga qyteti jako Shahin
- 1976: Përballimi jako Dine Çobani
- 1977: Streha e re jako Rushan
- 1977: I treti jako Batu, mieszkaniec wsi
- 1977: Flamur në dallgë jako prowokator
- 1978: Udha e shkronjave jako ojciec dwóch uczniów
- 1979: Me hapin e shokëve jako dziadek Goniego
- 1981: Agimet e stinës së madhe jako Idriz Cenko
- 1982: Nëntori i dytë jako stary gospodarz
- 1982: Një telegram një këngë jako Koçi
- 1984: Kush vdes në këmbë jako starosta
- 1985: Asgjë nuk harrohet jako wujek Gorja